# Krzykosy (powiat Średzki)
Krzykosy is een dorp in het Poolse woiwodschap Groot-Polen, in het district Średzki (Groot-Polen). De plaats maakt deel uit van de gemeente Krzykosy.